# مامبوري
مامبوري بلدية في ولاية بارانا في المنطقة الجنوبية من البرازيل.